# Marcije Agripa
Marcije Agripa (kasni II/rani III vek) rođen je kao rob koji je služio kao kozmetičar. Kasnije je na nepoznat način oslobođen ropstva i potom je počeo lažno da se predstavlja kao pripadnik rimske aristokratije (lat. equestrēs). Na taj način je uspeo čak da dođe na položaj državnog pravobranioca (lat. advocatus fisci) za vreme cara Septimija Severa. Ubrzo po stupanju na položaj državnog pravobranioca njegova prevara je razotkrivena, te ga je car prognao na jedno ostrvo.
Car Karakala pozvao ga je da se vrati u Rim i zvanično mu priznao status čoveka koji je rođen slobodan, što je stvorilo mogućnost da zaista postane pripadnik rimske aristokratije, te je potom uzdignut i u senatorski stalež. Car Makrin ga je 217. godine imenovao za upravnika Panonije, a potom i Dakije.
Verovatno je ovaj Marcije Agripa ista osoba koja se pod imenom Marko Agripa navodi kao rimski admiral Mizenske flote, pomenut u Carskoj povesti kao jedan od učesnika u zaveri za ubistvo cara Karakale.